# Bradina aurata
Bradina aurata là một loài bướm đêm trong họ Crambidae.